# Valençay (AOC)
Pour les articles homonymes, voir Valençay (homonymie).
Le valençay est un vin d'appellation d'origine contrôlée produit sur une partie de l'Indre et sur une commune de Loir-et-Cher, en Centre-Val de Loire.
La superficie est de 165 hectares avec comme principaux cépages le gamay N (vins rouge et rosé) et le sauvignon B (vin blanc).

## Histoire
Des écrits datant de 965 mentionnent la présence de vignes à Valençay. Le prince de Talleyrand fait connaître les vins de Valençay pendant des dîners au château de Valençay. La crise du phylloxéra touche durement le vignoble à la fin du XIXe siècle. L'enjambeur apparaît dans les années 1960-1970 et remplace le cheval. Classé en AOVDQS en 1970. Les techniques en viticulture et œnologie ont bien évolué depuis 50 ans (vendange en vert, table de triage, cuve en inox, pressoir électrique puis pneumatique, etc.). L'appellation d'origine contrôlée est obtenue le 17 mars 2004 pour les vins et en 1998 pour les fromages. Le cahier des charges de l'appellation a été modifié en décembre 2023.

## Situation géographique

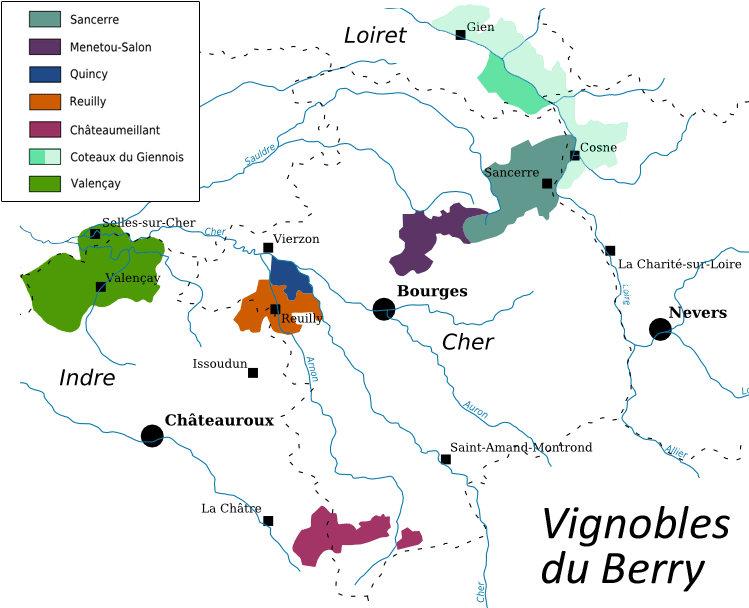
Les vignobles du Berry.

Appellation située sur douze communes et deux départements (Indre et Loir-et-Cher).

### Département de l'Indre
| Nom                             | Code Insee | Intercommunalité             | Superficie (km2) | Population (dernière pop. légale) | Densité (hab./km2) |
| ------------------------------- | ---------- | ---------------------------- | ---------------- | --------------------------------- | ------------------ |
| Chabris                         | 36034      | CC Chabris - Pays de Bazelle | 41,22            | 2 762 (2022)                      | 67                 |
| Fontguenand                     | 36077      | CC Écueillé-Valençay         | 18,24            | 252 (2022)                        | 14                 |
| Luçay-le-Mâle                   | 36103      | CC Écueillé-Valençay         | 68,08            | 1 315 (2022)                      | 19                 |
| Lye                             | 36107      | CC Écueillé-Valençay         | 24,77            | 757 (2022)                        | 31                 |
| Menetou-sur-Nahon               | 36115      | CC Chabris - Pays de Bazelle | 6,98             | 143 (2022)                        | 20                 |
| Poulaines                       | 36162      | CC Chabris - Pays de Bazelle | 46,32            | 816 (2022)                        | 18                 |
| Valençay                        | 36228      | CC Écueillé-Valençay         | 41,59            | 2 239 (2022)                      | 54                 |
| Val-Fouzon                      | 36229      | CC Chabris - Pays de Bazelle | 46,9             | 944 (2022)                        | 20                 |
| La Vernelle                     | 36233      | CC Écueillé-Valençay         | 17,08            | 799 (2022)                        | 47                 |
| Veuil                           | 36235      | CC Écueillé-Valençay         | 18,84            | 378 (2022)                        | 20                 |
| Villentrois-Faverolles-en-Berry | 36244      | CC Écueillé-Valençay         | 73,79            | 880 (2022)                        | 12                 |

### Département de Loir-et-Cher
| Nom             | Code Insee | Intercommunalité        | Superficie (km2) | Population (dernière pop. légale) | Densité (hab./km2) |
| --------------- | ---------- | ----------------------- | ---------------- | --------------------------------- | ------------------ |
| Selles-sur-Cher | 41242      | CC Val-de-Cher-Controis | 25,74            | 4 225 (2022)                      | 164                |

### Géologie et orographie
Les sols sont principalement composés d'argiles à silex mais il y a aussi des terres sablo-graveleuses et des argiles à cosses.

### Climatologie
C'est un climat tempéré océanique dégradé.
Tableaux climatiques de Tours et Bourges, car le vignoble de Valençay est situé entre ces deux villes : 
Pour la ville de Tours (à 108 mètres d'altitude), les valeurs climatiques de 1965 à 1990 sont :
| Mois                                                                              | Janv | Fév  | Mars | Avr  | Mai  | Juin | Juil | Août | Sept | Oct  | Nov  | Déc  | Année |
| --------------------------------------------------------------------------------- | ---- | ---- | ---- | ---- | ---- | ---- | ---- | ---- | ---- | ---- | ---- | ---- | ----- |
| Températures minimales moyennes °C                                                | 1,6  | 2    | 3,3  | 5    | 8,4  | 11,4 | 13,1 | 12,9 | 10,8 | 7,9  | 3,8  | 2,3  | 6,9   |
| Températures moyennes °C                                                          | 4,2  | 5,1  | 7,3  | 9,6  | 13,2 | 16,5 | 18,9 | 18,6 | 16,1 | 12,3 | 7,1  | 4,8  | 11,2  |
| Températures maximales moyennes °C                                                | 6,9  | 8,2  | 11,3 | 14,3 | 18,1 | 21,7 | 24,6 | 24,3 | 21,4 | 16,7 | 10,5 | 7,4  | 15,4  |
| Moyennes mensuelles de précipitations (mm)                                        | 63,3 | 61,6 | 54,3 | 51,4 | 67,5 | 47,5 | 53   | 40,9 | 54,3 | 61   | 63   | 65,9 | 683,7 |
| Source : Archives climatologiques mensuelles - Tours Saint-Symphorien (????-1990) |      |      |      |      |      |      |      |      |      |      |      |      |       |

Pour la ville de Bourges (à 161 mètres d'altitude), les valeurs climatiques de 1961 à 1990 sont :
| Mois                                                               | Janv | Fév  | Mars | Avr  | Mai  | Juin | Juil | Août | Sept | Oct  | Nov  | Déc  | Année |
| ------------------------------------------------------------------ | ---- | ---- | ---- | ---- | ---- | ---- | ---- | ---- | ---- | ---- | ---- | ---- | ----- |
| Températures minimales moyennes °C                                 | 0,5  | 1,2  | 2,7  | 5    | 8,3  | 11,3 | 13,3 | 13   | 10,8 | 7,6  | 3,5  | 1,1  | 6,5   |
| Températures moyennes °C                                           | 3,3  | 4,7  | 7    | 9,8  | 13,3 | 16,7 | 19,2 | 18,8 | 16,3 | 12,1 | 6,8  | 4    | 11    |
| Températures maximales moyennes °C                                 | 6,2  | 8,2  | 11,3 | 14,6 | 18,4 | 22   | 25,2 | 24,5 | 21,8 | 16,7 | 10,2 | 6,8  | 15,5  |
| Moyennes mensuelles de précipitations (mm)                         | 60,5 | 58,7 | 60,1 | 51,7 | 80,8 | 56,9 | 51,8 | 59,4 | 61,2 | 59   | 59,4 | 63,1 | 722,5 |
| Source : Archives climatologiques mensuelles - Bourges (1961-1990) |      |      |      |      |      |      |      |      |      |      |      |      |       |

## Vignoble

### Présentation
Ce vignoble représente une surface de 165 hectares en 2013, pour une production de 7 600 hectolitres de vin rouge, 2 250 hectolitres de vin blanc et 1 000 hectolitres de vin rosé. Valençay, est la seule appellation en nom propre à porter sur deux produits. Avant de devenir une AOC en 2004 pour les vins, l'appellation existait depuis 1998 pour son fromage (chèvre).

### Encépagement
Les cépages des vins rouges sont le gamay N, le côt N, le pinot noir N, le cabernet franc N et le cabernet sauvignon N ; pour les vins rosés, les mêmes cépages sont autorisés ainsi que le pineau d'Aunis N ; pour les vins blancs, les cépages autorisés sont le sauvignon B, le chardonnay B et l'arbois B.
Il s'agit d'un vin d'assemblage avec une prédilection de sauvignon B (minimum 70 %) pour les blancs et de gamay N (maximum 60 %) pour les rouges.

### Méthodes culturales

#### Travail manuel
Ce travail commence par la taille. Le tirage des sarments suit la taille. Les sarments sont enlevés et peuvent être brûlés ou mis au milieu du rang pour être broyés. On passe ensuite aux réparations. Éventuellement des plantations de greffes. L'ébourgeonnage peut débuter dès que la vigne a commencé à pousser. Cette méthode permet, en partie, de réguler les rendements. Le relevage est pratiqué lorsque la vigne commence à avoir bien poussé. En général, deux à trois relevages sont pratiqués. Pour finir, avec le travail manuel à la vigne, se réalise l'étape importante des vendanges.

#### Travail mécanique
L'enjambeur est d'une aide précieuse. Les différents travaux se composent du broyage des sarments ; de trou fait à la tarière, là où les pieds de vignes sont manquants ; de labourage ou griffage, réalisé dans le but d'aérer les sols et de supprimer des mauvaises herbes. De désherbage. De plusieurs traitements des vignes, réalisés dans le but de les protéger contre certaines maladies cryptogamiques (mildiou, oïdium, pourriture grise, etc.). De plusieurs rognages consistant à recéper ou couper les branches de vignes (rameaux) qui dépassent du système de palissage. Des vendanges mécaniques se réalisant avec une machine à vendanger ou une tête de récolte montée sur un enjambeur.

### Rendements
Les rendements pour les vins rouges et rosés sont de 55 hectolitres par hectare pour le rendement de base et 65 hectolitres par hectare pour le rendement butoir. Pour les vins blancs, le rendement de base se situe à 60 hectolitres par hectare et 68 hectolitres par hectare pour le rendement butoir.

## Vins

### Titres alcoométriques volumique minimal et maximal
Le titre alcoométrique volumique de ce vin est de 10 % volume au minimal et de 12,5 % volume au maximal.

### Vinification et élevage
Voici les méthodes générales de vinification pour cette appellation. Il existe cependant des petites différences de méthode entre les différents viticulteurs, négociants et caves coopératives.

#### Vinification en blanc

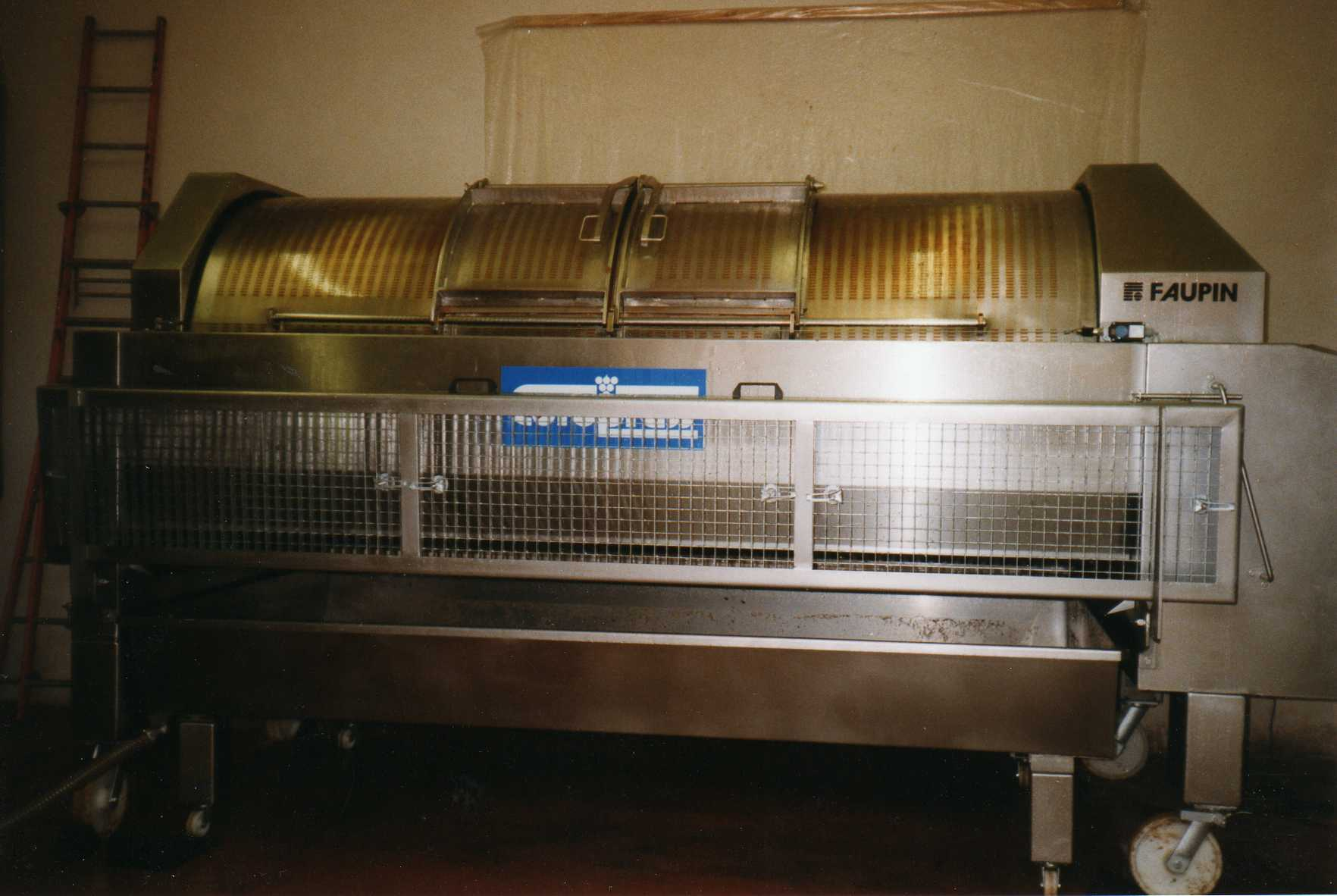
Le pressoir pneumatique servant au pressurage en 1998.

Comme pour le rouge, la récolte est manuelle ou mécanique et peut être triée. Les raisins sont ensuite transférés dans un pressoir pour le pressurage. Une fois le moût en cuve, le débourbage est pratiqué généralement après un enzymage. À ce stade, une stabulation préfermentaire à froid (environ 10 à 12 degrés pendant plusieurs jours) peut être recherchée pour favoriser l'extraction des arômes. Mais le plus souvent, après 12 à 48 heures, le jus clair est soutiré et mis à fermenter. La fermentation alcoolique se déroule avec un suivi tout particulier pour les températures qui doivent rester à peu près stables (18 à 24 degrés). La chaptalisation est aussi pratiquée pour augmenter le titre alcoométrique volumique si nécessaire. La fermentation malolactique puis l'élevage est réalisée en Fûts ou en cuves. À la fin, la filtration du vin est pratiquée pour rendre les vins plus limpides. La mise en bouteille clôture l'opération.

#### Vinification en rouge
La récolte des raisins se fait à maturité et de façon manuelle ou mécanique. La vendange manuelle est parfois triée, soit à la vigne soit à la cave avec une table de tri, ce qui permet d'enlever les grappes pourries ou insuffisamment mûres. La vendange manuelle est généralement éraflée puis mise en cuve. Une macération pré-fermentaire à froid est quelquefois pratiquée. La fermentation alcoolique peut démarrer, le plus souvent après un levurage. Commence alors le travail d'extraction des polyphénols (tanins, anthocyanes) et autres éléments du raisin. L'extraction se faisait par pigeage, opération qui consiste à enfoncer le chapeau de marc dans le jus en fermentation. Plus couramment, l'extraction est conduite aussi par des remontages, opération qui consiste à pomper le jus depuis le bas de la cuve pour arroser le chapeau de marc et ainsi lessiver les composants qualitatifs du raisin. Les températures de fermentation alcoolique peuvent être plus ou moins élevées, avec une moyenne générale de 28 à 35 degrés au maximum de la fermentation. La chaptalisation est réalisée si le degré naturel est insuffisant : cette pratique est réglementée. À l'issue de la fermentation alcoolique suit l'opération de décuvage qui donne le vin de goutte et le vin de presse. La fermentation malolactique se déroule après mais est dépendante de la température. Le vin est soutiré et mis en fût ou cuve pour son élevage. L'élevage se poursuit pendant plusieurs mois (6 à 24 mois) puis le vin est collé, filtré et mis en bouteilles.

#### Vinification en rosé
La récolte est manuelle ou mécanique. Deux méthodes sont utilisées avec soit le pressurage (rosé de pressurage), soit une mise en cuve de la vendange pour un début de macération : c'est la saignée (rosé de saignée), effectuée avec le tirage du jus de la cuve. La fermentation alcoolique se passe en cuve comme pour le blanc avec suivi de température, chaptalisation, etc. La fermentation malolactique suit généralement. L'élevage se passe en cuve, parfois en fût. Enfin, le vin est filtré et mis en bouteille.

### Terroir et vins
Les sols d'argiles à silex, sablo-graveleux et d'argiles à cosses donnent des vins blancs qui ont des arômes d’agrumes, de fleurs blanches, de fruits exotiques, de miel et genêt, avec une bouche fraiche et équilibré, ; des vins rouges qui ont des arômes de fruits rouges et d’épice avec une structure harmonieuse ; des vins rosés qui ont des arômes de pain d'épices, de fleur et de poivre qui sont souple, frais et structuré.

### Gastronomie, garde et température de service
Les vins rouges s'accordent bien avec des grillades, de la charcuterie... Ils se gardent entre 2 et 4 ans et se servent vers 14 degrés.
Les vins blancs accompagnent des poissons, des crustacés, des fruits de mer, des fromages de chèvre... Leur durée de garde est d'environ 2 ans et ils se servent entre 8 et 10 degrés.
Les vins rosés s'accordent avec de la charcuterie, des viandes blanches, de la cuisine exotique... Ils se gardent entre 1 et 2 ans et se servent aux alentours de 8 à 10 degrés.

## Économie

### Commercialisation
La commercialisation de cette appellation se fait par divers canaux de vente : dans les caveaux du viticulteur, dans les salons des vins (vignerons indépendants, etc.), dans les foires gastronomiques, par exportation, dans les cafés-hôtels-restaurants (C.H.R.), dans les grandes et moyennes surfaces (G.M.S.).

### Structure des exploitations
Il existe des domaines de tailles différentes. Ces domaines mettent tout ou une partie de leurs propres vins en bouteilles et s'occupent aussi de le vendre. Les autres, ainsi que ceux qui ne vendent pas tous leurs vins en bouteilles, les vendent aux maisons de négoce.
Les caves coopératives et leurs apporteurs sont des vignerons. Ces derniers peuvent leur amener leurs récoltes, ou bien la cave coopérative vendange elle-même (machine à vendanger en général). 
Les maisons de négoce achètent leurs vins, en général, en vin fait (vin fini) mais parfois en raisin ou en moût. Elles achètent aux domaines et passent par un courtier en vin qui sert d'intermédiaire moyennant une commission de l'ordre de 2 % à la charge de l'acheteur.

### Listes des producteurs
Cette AOC comprend 31 producteurs avec 27 viticulteurs dont 24 vinifient leurs vins. Sur ces vinificateurs, il y a vingt domaines, une cave coopérative et une maison de négociant.